# Милтон (округ Алстер, Њујорк)
Милтон (енгл. Milton, Ulster County) насељено је место без административног статуса у америчкој савезној држави Њујорк.

## Демографија
По попису из 2010. године број становника је 1.403, што је 152 (12,2%) становника више него 2000. године.
| Група             | 2000.         | 2010.         |
| Белци             | 1.144 (91,4%) | 1.179 (84,0%) |
| Афроамериканци    | 40 (3,2%)     | 64 (4,6%)     |
| Азијати           | 5 (0,4%)      | 11 (0,8%)     |
| Хиспаноамериканци | 47 (3,8%)     | 140 (10,0%)   |
| Укупно            | 1.251         | 1.403         |